# 108 př. n. l.

## Hlavy států
- Parthská říše – Mithradatés II. (124/123 – 88/87 př. n. l.)
- Egypt – Ptolemaios IX. Sótér II. (116 – 110, 109 – 107, 88 – 81 př. n. l.)
- Čína – Wu-ti (dynastie Západní Chan)